# The Dodos
The Dodos é uma banda norte-americana de rock experimental originária de San Francisco. Apesar de sua música ser considerada uma mistura de psicodelia e música folk, seus álbuns abordam uma grande variedade de estilos e idéias, dificultando sua categorização.

## Integrantes

### Formação atual
- Meric Long - vocal, guitarra
- Logan Kroeber - bateria, percussão

### Ex-integrantes
- Joe Haener - vibrafone, percussão
- Keaton Snyder - vibrafone, percussão
- Christopher Reimer - guitarra (falecido)

## Discografia

### Álbuns
- Dodo Bird Meric Long (2005)
- Beware of the Maniacs (Frenchkiss Records/Wichita Recordings, 2006)
- Visiter (2008) (Frenchkiss Records/Wichita Records, 2006)
- Time To Die (2009)
- No Color (2011)
- Carrier (2013)
- Individ (2015)
- Certainty Waves (2018)

### 7"
- Red and Purple (2008)
- Fools (2008)